# Železniška postaja Rižana
Železniška postaja Rižana je ena izmed železniških postaj v Sloveniji, ki oskrbuje bližnje naselje Rižana. Nahaja se v zaselku Bižaji. Zaradi težke dostopnosti ne omogoča potniškega prometa. Njen izključni namen je omogočanje križanj vlakov v nasprotnih smereh na enotirni progi.